# Discogobio laticeps
Discogobio laticeps är en fiskart som beskrevs av Chu, Cui och Zhou, 1993. Discogobio laticeps ingår i släktet Discogobio och familjen karpfiskar. Inga underarter finns listade i Catalogue of Life.